# Anubis mellyii
Anubis mellyii là một loài bọ cánh cứng trong họ Cerambycidae.